# KEGG
KEGG (ang. Kyoto Encyclopedia of Genes and Genomes) – zbiór dostępnych w Internecie bioinformatycznych baz danych, które zawierają informacje nt. genomów i genów, szlaków metabolicznych (reakcji chemicznych i enzymów) i metabolitów. Znajdują się one w osobnych sieciach: białkowej, genetycznej i biochemicznej.

## Informacje podstawowe
KEGG została zapoczątkowana przez japoński program ludzkiego genomu (Laboratorium Kanehisa w Instytucie Badań Chemicznych) w 1995 r.. Jej twórcy uważają KEGG za komputerowe odzwierciedlenie układu biologicznego. Baza danych KEGG ma wiele zastosowań: modelowanie, symulacja, przeglądanie i pobieranie danych.

## Bazy danych
KEGG zawiera w sobie 5 baz danych:
1. KEGG Atlas
2. KEGG BRITE
3. KEGG Genes
4. KEGG Ligand – zawiera informacje o związkach i reakcjach chemicznych, które biorą udział w zachodzących w komórce procesach; składa się z następujących części:
  - Compound
  - Drug
  - Glycan
  - Reaction
  - RPAIR (Reactant pair alignments)
  - Enzyme
5. KEGG Pathway – zawiera informacje na temat sieci komórkowych interakcji molekularnych i ich wariantów charakterystycznych dla konkretnych organizmów; jej części to:
  - Metabolism
  - Genetic Information Processing
  - Environmental Information Processing
  - Cellular Processes
  - Human Diseases
  - Drug development